# Marco Fichera
Marco Fichera (ur. 15 kwietnia 1993 w Katanii) – włoski szpadzista, srebrny medalista olimpijski.
Podczas igrzysk olimpijskich w Rio de Janeiro w 2016 roku Włosi w składzie: Marco Fichera, Enrico Garozzo, Paolo Pizzo i Andrea Santarelli wywalczyli srebrny medal drużynowo. W rywalizacji indywidualnej zajął tam 26. pozycję. Brał też udział w igrzyskach olimpijskich w Tokio, zajmując 7. miejsce drużynowo i 23. indywidualnie.
Zdobył również brązowy medal drużynowo na mistrzostwach Europy w Nowym Sadzie (2018). Ponadto zdobył srebro podczas igrzysk europejskich w Baku w 2015 roku.